# 會說話的香港地圖
《會說話的香港地圖》（英語：A Speaking Map of Hong Kong）是香港萬里機構於2010年8月出版的一本書籍，該書分區介紹香港的地理及歷史，並附有互動光碟一片。
該書籍出版時印刷量共三千本，但因後來被發現內容及圖片侵犯維基共享資源、中文維基百科及其他圖片網站之版權，因此遭回收及銷毀，其時售出的冊數僅數百本。經與圖片之版權持有者商議後，該書其後改稱《會說話的地圖：香港篇》，並在內文加入版權聲明後再行出版。

## 侵權案件
該書最早在2010年7月21日至7月27日香港書展上发售。一開售之時，一名香港維基人便發現書中有最少56張圖片挪用自維基共享資源，及1張圖片挪用自Panoramio，並公佈於香港維基人的討論版上。及後更多維基人參與討論，侵權照片越揭越多。直至8月16日，已知來自維基百科用戶的有106張，另有22張來自Flickr、Panoramio等網站，當中包括少量不具有版權的圖片，其餘均以共享創意條款發佈。出版社最後於8月13日決定回收並銷毀書本，副總編輯陳言亦在網上道歉。
該書於2011年6月重新以《會說話的地圖：香港篇》出版。